# Pablo Burchard

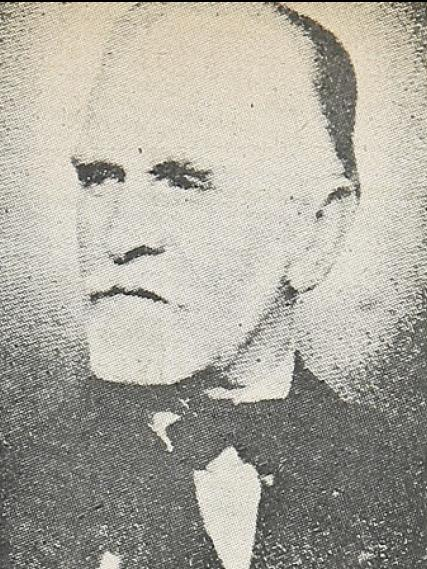
Pablo Burchard.

Pablo Osvaldo Burchard Eggeling (Santiago de Chile, 4 de noviembre de 1875- Santiago de Chile., 13 de julio de 1964) fue un pintor chileno. Su padre fue el arquitecto alemán Teodoro Burchard Haeberle,  llegó a Chile hacia 1855, e introdujo el estilo gótico y su madre fue María Luisa Eggeling Metzger.
Realizó sus primeros estudios en el Colegio Gimnástico fundado por el alemán Carlos Rudolph Rast en Valparaíso y después en el Instituto Nacional.  Como él mismo señala fue un pésimo alumno, bueno para escaparse de la escuela  (novillos) y requería 3 años para pasar cada curso. Por eso a los 14 años su padre lo incorpora a su taller de arquitecto donde aprende a hacer vaciados. Después estudió arquitectura con Manuel Aldunate y en la Escuela de Bellas Artes, donde tuvo como maestros a Cosme San Martín, Pedro Lira y Fernando Álvarez de Sotomayor. A su padre no le pareció bien la idea de que fuera artista ya que le vaticinó que "se iba a morir de hambre".
Fue profesor de dibujo en la Escuela Secundaria de Talca y en el Liceo de Niñas N.º 6 de Santiago. En 1932 fue nombrado director de la Escuela de Bellas Artes, cargo que ejerció hasta 1935, donde además se desempeñó como profesor de la cátedra de pintura y paisaje. Su labor docente lo convirtió en un maestro formador de varias generaciones de artistas como ciertos pintores del Grupo Montparnasse y de otros como Augusto Barcia, Roser Bru y José Balmes, entre otros. Se casó con Julia Aguayo Trujillo, profesora de primaria, con quien tuvo tres hijos: Pablo, que fue arquitecto, María Luisa, pintora y ceramista, y Pedro Manuel, arquitecto.
Aunque en sus comienzos su obra se enmarca dentro del realismo romántico, progresivamente fue evolucionando hacia una forma de impresionismo de corte intimista, pero siempre se mantuvo al margen de las corrientes pictóricas del momento. Si bien también realizó retratos, es la naturaleza, bajo la forma de bodegones y paisajes, la que ocupa el centro de su creación. En 1944, recibe el primer Premio Nacional de Arte. A los 76 años viaja por primera vez a Europa, donde recorre Francia, Italia y España. En Madrid se reencuentra con su antiguo maestro Álvarez de Sotomayor, convertido en director del Museo del Prado.  Muchos de sus descendientes siguieron sus pasos en la pintura, entre ellos sus hijos Pablo, María Luisa (Cuca) y Pedro Manuel Burchard, y sus nietos, Paula Burchard, Javier Burchard, Cecilia Burchard, Carolina Landea y Gonzalo Landea.

## Galería

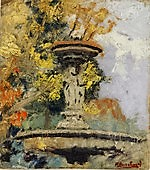
La Pila
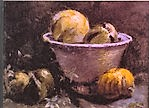
Frutero
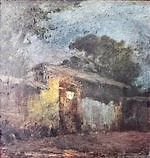
Nocturno
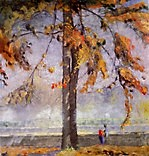
Otoñal
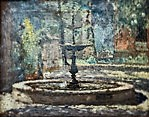
La Fuente
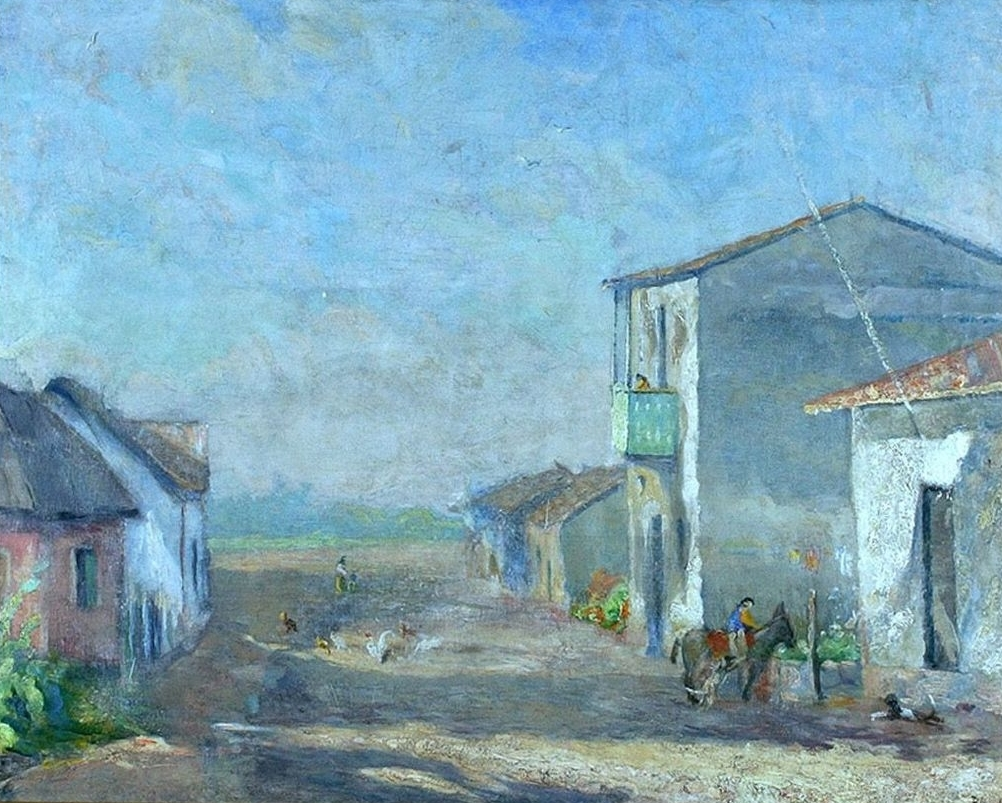
Calle de Quintero
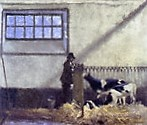
El Corral
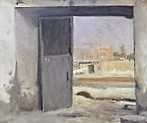
El Portón
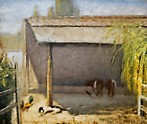
El Establo
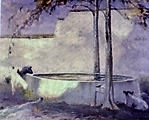
El Bebedero
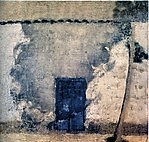
La Puerta
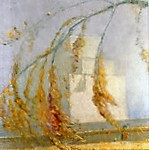
Otoño Forestal

## Distinciones
- 1909: Segunda Medalla en Dibujo del Salón Oficial.
- 1915: Primera Medalla en Dibujo del Salón Oficial.
- 1916: Primera Medalla en Pintura del Salón Oficial.
- 1929: Medalla de Oro en la Exposición Iberoamericana de Sevilla; Premio Ex Aequo Certamen Matte Blanco del Salón Oficial.
- 1935: Premio del Carnegie International Exhibition en Pittsburgh, Estados Unidos.
- 1939: Medalla de Plata en la Exposición Latin American Exhibition of Fine and Applied Art de Nueva York.
- 1944: Premio Nacional de Arte.